# Muzeum Minerałów w Nowej Rudzie
Muzeum Minerałów w Nowej Rudzie – prywatne muzeum z siedzibą w Nowej Rudzie. Placówka jest przedsięwzięciem Roberta Borzęckiego - kolekcjonera i byłego pracownika Muzeum Techniki i Przemysłu w Warszawie. Obecnie działa pod patronatem Towarzystwa Geologicznego Spirifer.
Muzeum zostało otwarte w maju 2001 roku, a jego siedzibą był wówczas Złoty Stok. Podczas swojego istnienia kilkukrotnie zmieniało lokalizację: do 2004 roku funkcjonowało w Złotym Stoku, następnie w Nowej Rudzie (lata 2005-2012 - budynki dawnej kopalni węgla kamiennego przy ul. Obozowej 4) oraz w Kłodzku (2012-2014 - ul. Czeska 15). Obecnie siedzibą muzeum ponownie jest Nowa Ruda, a wystawa urządzona jest w pokopalnianych budynkach przy ul. Obozowej.
Aktualnie w muzealnej kolekcji znajduje się ponad 2700 okazów, podzielonych na następujące kolekcje:
- „Minerały Świata”,
- „Minerały Polski”,
- „Kamienie szlachetne”,
- „Meteoryty”,
- „Skały"
- „Bursztyny i inkluzje”,
- „Skamieliny”,
- „Okazy dydaktyczne”.

W zbiorach muzeum znajdują się m.in. pierwsze kości dinozaura, znalezione na terenie Polski, w Lipiu Śląskim. Część eksponatów z kolekcji jest prezentowana w Muzeum Paleontologicznym w Lisowicach.